# 호쇼 하논
호쇼 하논(宝生 波音) (한국명: 하음파)은 피치피치핏치의 등장인물이다. 본 애니메이션에서 목소리를 연기한 성우는 일본판은 테라카도 히토미이고 한국판은 신소윤이다.

## 개요
남대서양에 존재하는 인어나라의 공주로 하늘색 진주의 소유자이다. 생일은 5월 24일. 혈액형은 B형. 이미지 색상은 하늘색.
인간의 모습일때는 머리 모양이 하늘색 단발머리이며, 이마 부근의 앞머리를 2개의 실핀으로 고정하고 있다.  